# Hans Piontek
Hans Piontek (ur. 29 grudnia 1876 w Polskiej Cerekwi; zm. 2 lutego 1930) – nadburmistrz Raciborza w latach 1922–1924, starosta krajowy prowincji górnośląskiej w latach 1924–1930.

## Życiorys
Studiował prawo w Strasburgu i we Wrocławiu. Następnie otworzył w Raciborzu kancelarię adwokacką. 9 lipca 1906 roku ożenił się z Hedwig Fischer. Był członkiem Niemieckiej Partii Centrum. W 1922 roku, po śmierci Maxa Westrama został nadburmistrzem Raciborza. Stanowisko to piastował do 1924 roku, kiedy to został pierwszym starostą krajowym prowincji górnośląskiej (niem. Landeshauptmann). Zmarł po dłuższej chorobie 2 lutego 1930 roku, a pochowano go na cmentarzu w Polskiej Cerekwi. Obowiązki starosty pełnił aż do śmierci. Jego pogrzeb był manifestacją raciborzan, którzy chcieli uczcić pamięć o zasłużonym dla miasta człowieku. W księdze chrztów znajdującej się w Polskiej Cerekwi widnieje jako Johannes Piątek. Jego kuzynem był Ferdinand Piontek.
We wspomnieniach pośmiertnych dr Huberta Trimborna, redaktora naczelnego "Oberschlesische Rundschau" nazwany został budowniczym prowincji górnośląskiej. Dzięki działaniom Piontka, Racibórz stał się siedzibą landtagu, wydziału prowincji i naczelnika prowincji. Jemu także zawdzięcza się powstanie zespołu budynków między ulicami Winną, Stalmacha, Ogrodową i Karola Miarki.